# 魔女姦堕 〜神父に狩られる女たち〜
『魔女姦堕 〜神父に狩られる女たち〜』（まじょかんだ しんぷにかられるおんなたち）は、日本のアダルトゲームブランド・ダークスワンが2007年1月26日に発売した18禁アドベンチャーゲーム。

## 概要
有限会社アセンドアイの低価格ブランドの一つ・ダークスワンのデビュー作。同ブランドは、メインブランドのスワン及びフェティシズム色の強い作品のスワンマニアに対し、鬼畜・陵辱的な要素を含むシチュエーションの作品をリリースするブランドとして立ち上げられた。
中世の暗黒時代における魔女狩りを題材とする本作は現在のところ、スワン系各ブランドより発売された作品で唯一、日本の現代社会とは異なる世界観を有した作品である。また、ゲームシステムは日数（コマンド入力回数）制限やプレイヤーの行動によりアイテムを入手したか否かでイベントが変化する等の伝統的なテキストアドベンチャーに近いタイプが採り入れられており、この点も他のスワン系各ブランドより発売された作品と趣を異にしている。

## ストーリー
ミューゼッタ村に魔女が潜んでいるとの密告を受けた教会本部は、10日以内に魔女を見つけ出すよう神父のフランチェスコに命じた。しかし、フランチェスコは神の存在など信じておらず、村の娘たちに魔女の嫌疑を掛けて「神の意志」を振りかざし、己の欲望のままに陵辱することだけを思い描きつつ、村へと足を踏み入れたのであった。

## 登場人物
フランチェスコ
主人公。神父であるが信仰心は皆無に等しく、教会本部より命じられた魔女狩りを口実に村の娘たちを己の醜い欲望の毒牙に掛けて行く。
マーガレット
村の教会を1人で守る敬虔なシスター。フランチェスコを新しく派遣されて来た司祭と信じて疑わずに歓迎する。
ソフィア
純朴で人を疑うことを知らない農家の娘。近く、ジョナサンと結婚式を挙げる予定。
レイチェル
村一帯を治めるマクシミリアン公の令嬢。自分1人では何も出来ず、大の我が儘で勉強嫌い。
メラニー
レイチェルの身の回りの世話をしているメイド。レイチェルに主従関係を超えた感情を抱いている。

## スタッフ
- シナリオ 南条巴
- 原画 鬼MAYUGE
- 音楽 フロンティア